# Friesheim
Friesheim är en stadsdel till Erftstadt eller rättare sagt en ort till staden då den ligger omkring fem kilometer söder om den. Orten ligger i Nordrhein-Westfalen som ligger i Tyskland. Inom några kilometer från orten så finns motorvägarna A1, A61 och A553.